# دریاچه کوپا
دریاچه کوپا (به قزاقی: Lake Kopa) یک دریاچه در قزاقستان است که در استان آق‌مولا واقع شده‌است.